# Municipio de Baltimore (Míchigan)
El municipio de Baltimore (en inglés: Baltimore Township) es un municipio ubicado en el condado de Barry en el estado estadounidense de Míchigan. En el año 2010 tenía una población de 1861 habitantes y una densidad poblacional de 19,85 personas por km².

## Geografía
El municipio de Baltimore se encuentra ubicado en las coordenadas 42°33′28″N 85°14′47″O / 42.55778, -85.24639. Según la Oficina del Censo de los Estados Unidos, el municipio tiene una superficie total de 93.77 km², de la cual 91,73 km² corresponden a tierra firme y (2,18 %) 2,04 km² es agua.

## Demografía
Según el censo de 2010, había 1861 personas residiendo en el municipio de Baltimore. La densidad de población era de 19,85 hab./km². De los 1861 habitantes, el municipio de Baltimore estaba compuesto por el 97,9 % blancos, el 0,21 % eran afroamericanos, el 0,11 % eran amerindios, el 0,21 % eran asiáticos, el 0,43 % eran de otras razas y el 1,13 % eran de una mezcla de razas. Del total de la población el 2,2 % eran hispanos o latinos de cualquier raza.